# Insoupçonnable (série télévisée)
Pour les articles homonymes, voir Insoupçonnable et Above Suspicion.
Insoupçonnable (Above Suspicion) est une série télévisée britannique en 11 épisodes de 75 minutes créée par Lynda La Plante et diffusée entre le 4 janvier 2009 et le 9 janvier 2012 sur la chaîne ITV. Elle est basée sur les romans policiers de La Plante, Above Suspicion, Above Suspicion 2: The Red Dahlia et Above Suspicion 3: Deadly Intent.
En France, elle est diffusée depuis juillet 2010 sur Canal+.

## Synopsis
La série suit les enquêtes du lieutenant Anna Travis au sein de la brigade criminelle de New Scotland Yard à Londres.

## Distribution générale
- Kelly Reilly (V.F. : Agnès Manoury) : Anna Travis
- Ciaran Hinds (V.F. : Alain Choquet) : James Langton
- Shaun Dingwall (V.F. : Daniel Lafourcade) : Mike Lewis

Source et légende : Version Française (V.F.) sur RS Doublage

## Saison 1

### Synopsis
Cette saison en deux épisodes suit le lieutenant Anna Travis, une jeune et ambitieuse femme officier, fille de policier, qui doit trouver sa place dans la brigade criminelle, devant impressionner son supérieur James Langton et se montrer à la hauteur de la réputation de son père.
Pour sa première affaire de meurtre, elle découvre des indices menant à un acteur à succès, Alan Daniels, par la suite accusé du meurtre d'au moins 8 jeunes femmes.

### Distribution
- Kelly Reilly : Anna Travis
- Ciaran Hinds : James Langton
- Daniel Caltagirone : Paul Baroli
- Shaun Dingwall : Mike Lewis
- Jason Durr : Alan Daniels
- Nadia Cameron-Blakey : Commandant Jane Leigh
- Martin Herdman : Hudson
- Michelle Holmes : Barbara Maddox
- Stuart Organ : Morgan
- Amanda Lawrence : Joan Faulkland
- Emma Pollard : Melissa Stephens
- Malcolm Storry : John McDowell

## Saison 2 -The Red Dahlia

### Synopsis
Cette deuxième saison en trois épisodes suit l'enquête de Travis sur le meurtre d'une jeune femme sur les bords de la Tamise. Il apparaît que ce meurtre est inspiré d'un cas non résolu des années 1940.

### Distribution
- Kelly Reilly : Anna Travis
- Ciarán Hinds : James Langton
- Nadia Cameron-Blakey : Commandant Jane Leigh
- Shaun Dingwall : Mike Lewis
- Michelle Holmes : Barbara Maddox
- Sylvia Syms : Mrs. Hedges
- Simon Williams : Charles Wickenham
- Celyn Jones : Paul Barolli
- Amanda Lawrence : Joan Faukland
- Ty Glaser : Louise Pennel
- Edward MacLiam : Richard Reynolds

## Saison 3 -Deadly Intent

### Synopsis
L'équipe enquête sur le meurtre d'un trafiquant de drogue, qui se révèle être lié à l'un des « 10 plus recherchés du FBI » (FBI Most Wanted), un trafiquant disparu depuis dix ans.

### Distribution
- Kelly Reilly : Anna Travis
- Ciarán Hinds : James Langton
- Shaun Dingwall : Mike Lewis
- Celyn Jones : Paul Barolli
- Amanda Lawrence : Joan Faukland
- Ray Fearon : Sam Power
- Robbie Gee : Silas Roach
- Andrew Woodall : David Rushton

## Saison 4 -Silent Scream(Un silence assourdissant)

### Synopsis
L'équipe enquête sur le meurtre d'une jeune actrice très populaire, Amanda Delany, assassinée à son domicile.

### Distribution
- Kelly Reilly : DI Anna Travis
- Ciarán Hinds : DCS James Langton
- Shaun Dingwall : DCI Mike Lewis
- Michelle Holmes : DC Barbara Maddox
- Celyn Jones : DS Paul Barolli
- Amanda Lawrence : DC Joan Faukland
- Ray Fearon : DCS/Commander Sam Power
- Joanna Vanderham : Amanda Delaney

## Commentaires
Le 28 mai 2012, ITV a annulé la série.